# Gerardo di Toul
Gerardo (in francese Gérard de Toul; Colonia, 930 circa – Toul, 23 aprile 994) fu vescovo di Toul. È venerato come santo dalla Chiesa cattolica che lo ricorda il 23 aprile.

## Biografia
Gérardo era figlio di Inframme e di Emma, che vollero dargli una solida formazione cristiana.
Allevato presso il Capitolo della cattedrale di Colonia, egli si sentì presto attratto dalla vita sacerdotale.
Divenuto prete, proseguì i suoi studi nelle parrocchie della città, svolgendo inoltre l'attività di cancelliere del Capitolo.
Il Capitolo della cattedrale di Toul mandò una delegazione all'arcivescovo di Colonia per cercarvi un successore di san Gozzelino come vescovo di Toul, essendo in quel periodo il sovrano titolato a nominare il vescovo, Ottone I di Sassonia, impegnato in Italia.
Il Consiglio presbiteriale di Colonia scelse all'unanimità Gerardo, che, pur sorpreso di questa scelta, accettò. Egli venne consacrato vescovo a Treviri il 19 marzo 963.
Volendo dotare la città di una nuova cattedrale che testimoniasse la sua vita spirituale, intraprese la costruzione di un grande edificio di culto che lascia intravedere la cattedrale definitiva, eretta nel XIII secolo ed ancora attuale. Tuttavia egli riuscì a completarne solo il coro ed il transetto e la consacrò nel 981.
Fondò anche monasteri, scuole, un ospizio per alloggiare ammalati bisognosi di cure, chiamata Maison-Dieu, un centro d'accoglienza per stranieri giunti a Toul da paesi lontani per sfuggire alla miseria.
Dotato di grande fede, pregava per molte ore, era dotato di una profonda pietà e moltiplicò gli Uffici divini in tutta la diocesi. Non disdegnando i servizi ai suoi fedeli, riceveva i poveri alla sua mensa, apriva loro i granai nei momenti di carestia ed amministrava la giustizia nella diocesi con profondo spirito cristiano.
Egli continuò l'opera del suo predecessore, lottando contro il paganesimo che era ancora praticato nelle campagne e favorendo lo stabilirsi di monasteri.
Rimise poi in vigore il culto di alcuni santi locali quali sant'Elifio martire, san Mansueto, primo vescovo di Toul, sant'Apro, settimo vescovo di Toul, valorizzandone le reliquie e dedicando loro oratori e cappelle.
Morì spossato dalle grandi fatiche cui si era sempre sottoposto il 23 aprile del 994.

## Culto

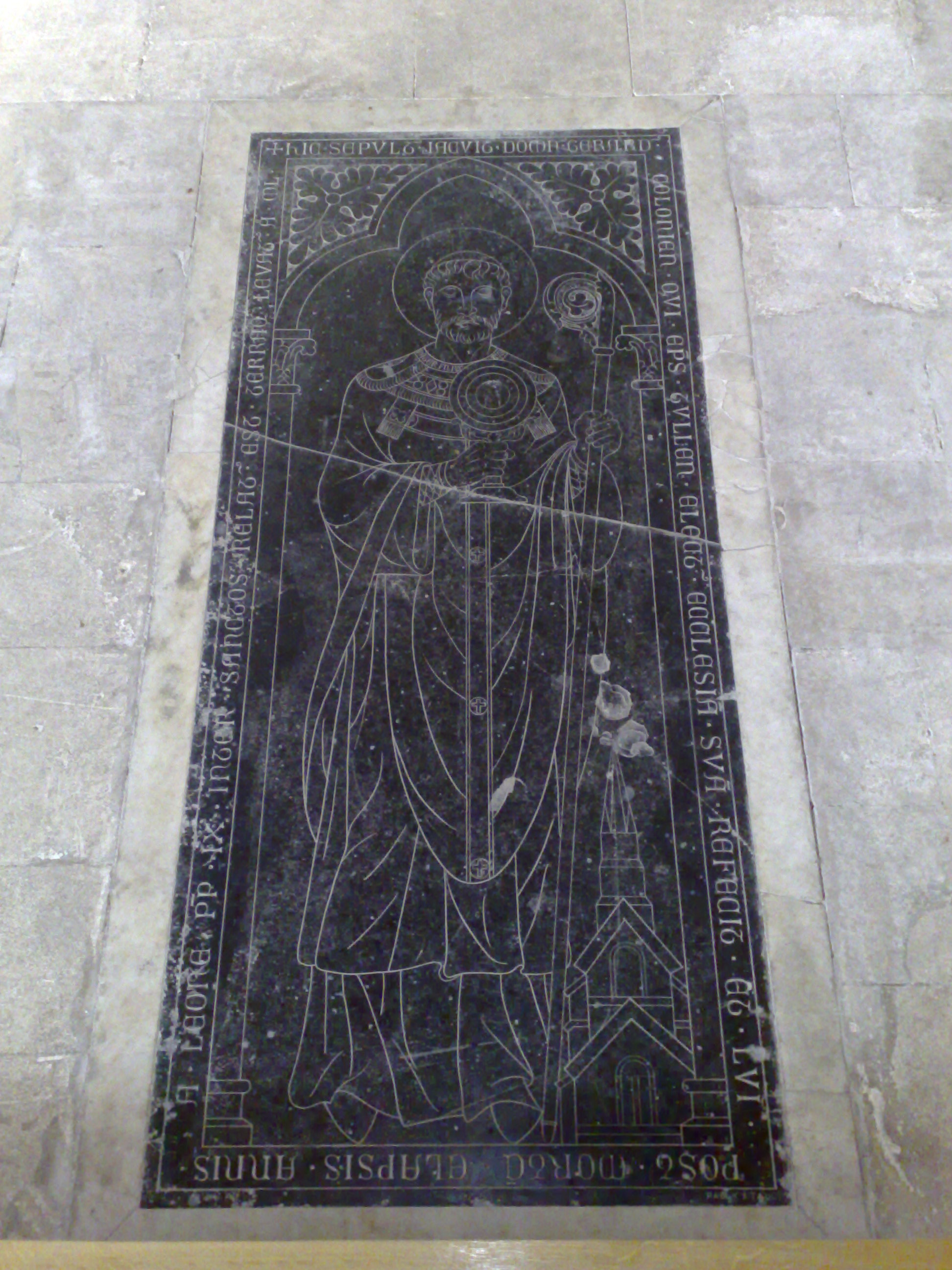
Tomba di san Gerardo

Gerardo è venerato come santo dalla Chiesa cattolica che lo ricorda il 23 aprile: 
(Martirologio Romano)
Gli vennero attribuiti numerosi miracoli ed anche un'apparizione della Madonna, sulla colline del Saintois, che gli avrebbe chiesto di far costruire una chiesa, cosa che egli fece.
Nel corso di un viaggio pontificio, papa Leone IX giunse a Toul per la traslazione delle reliquie del vescovo Gerardo del quale era stato successore. Il culto di quest'ultimo era stato autorizzato da una bolla emessa a conclusione del sinodo di Roma del 1050 e firmata dal vescovo Bernardo, il quale negli stessi anni aveva rinvenuto i resti dei santi Massimo, Giuliano, Felicita e tre Innocenti nell'antico cimitero sul quale insisteva la Basilica di santa Giustina .
La notte del 20 ottobre 1051 la cerimonia ebbe inizio con l'apertura del sepolcro:
«…si levò la pietra sepolcrale ed il corpo di San Gerardo apparve in vesti pontificali, i capelli bianchi, gli occhi chiusi, come addormentato in attesa della Resurrezione.»
Fu dopo tre giorni di cerimonie che il corpo del santo venne posto in una cassa, sopra un altare alla crociera del transetto.
Gerardo era stato canonizzato l'anno prima nel corso di un sinodo svoltosi in Roma.
L'altare di San Gerardo scomparve nel corso del XVIII secolo: la cattedrale di Toul conserva ancora il capo del santo e numerose ossa, mentre altre parti possono essere disseminate in altre parrocchie.
La città di Gérardmer, della quale Gerardo di Toul è co-patrono insieme a san Bartolomeo apostolo, possedeva una reliquia del santo, che andò persa allorché il 22 giugno 1940 la chiesa, ove la reliquia si trovava, venne distrutta.